# Coca Farago
Coca Farago (născută Ana-Virginia Farago; n. 1 august 1913, Craiova, România – d. 1 septembrie 1974, București, România) a fost o poetă, prozatoare, traducătoare și autoare română de piese de teatru.

## Copilărie și studii
A fost fiica scriitoarei Elena Farago și a funcționarului bancar Francisc Farago. Începe să publice versuri la vârsta de șase ani, atrăgând atenția lui Lucian Blaga care o laudă într-un număr al revistei „Cuvântul” din iulie 1925.
A fost educată într-un institut privat de fete, după care a urmat cursurile Conservatorului „Cornetti” din Craiova (1943), unde s-a specializat în arta dramatică.

## Activitate

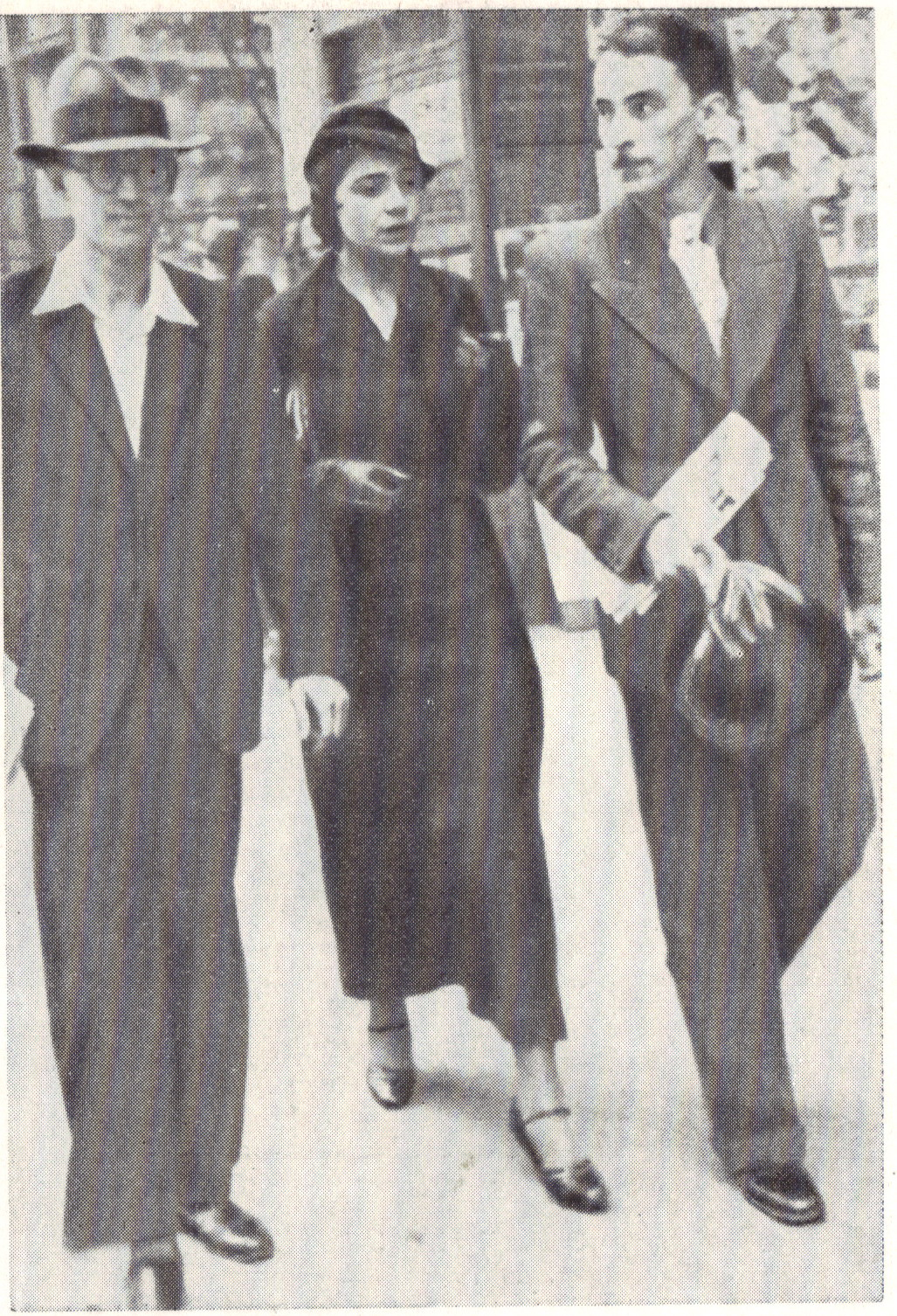
Octav Șuluțiu, Coca Farago și Eugen Jebeleanu, București, 20 mai 1935

A lucrat câțiva ani ca actriță la Craiova și,  episodic, la Cernăuți, după care s-a mutat la București unde a apărut, alături de Tantzi Cocea, Lucia Demetrius și Emil Botta, în piesele teatrelor experimentale „Masca” și „Treisprezece și unu”, fondate la București de G. M. Zamfirescu. Dorind să scape de faima mamei sale, s-a angajat la Biroul de presă al Fundației Regale și la Ministerul Muncii, după care a lucrat ca instructor scenic la „Apărarea Patriotică”, pictor decorator, regizor de culise și îndrumător al unor cenacluri din București și județul Ilfov. A fost pictor scenograf la Teatrul Național din Craiova și la Teatrul Poporului din București (1945-1946). A urmat apoi școala de cadre a Sectorului de cultură și artă al municipiului București (1947-1949), după care a condus cenaclul literar al Consiliului sindical județean Ilfov. A ocupat diverse funcții în cadrul Uniunii Sindicatelor (1949-1952) și al altor instituții culturale bucureștene. A fost asistentă la Muzeul „K. Zambaccian”. A fost și cronicar dramatic : a comentat spectacole de Victor Ion Popa, Ion Sava, în publicații ca „Jurnalul” craiovean, Falanga ș.a.
În 1940 s-a recăsătorit cu Geo Maican, actor și autor de scenarii teatrale, după un mariaj nefericit care s-a terminat prin divorț.

## Activitatea literară
A debutat în 1928 cu poezia „Primăvara” în Viața literară (nr. 2/1928). A publicat începând din 1928 poezii și fragmente de proză în revistele culturale ale vremii: Viața literară, Arhivele Olteniei, Bilete de papagal, România literară, Veritas, Convorbiri literare, Ramuri, Universul literar, Meșterul Manole, Prepoem, Muguri, Domnul de rouă, Revista scriitoarelor și scriitorilor români, Făclia, Adevărul, Junimea literară, Luceafărul (Timișoara), Nenufar, Viața Românească, Dimineața, Cuget clar, Lumea, Comuna, Patria, Gazeta cărților, Ostașii luminii, Azi, Familia, Linia nouă, Pagini basarabene, Festival, Front literar, Pasărea albastră, Vremea, Universul, Adevărul literar și artistic, Freamătul, Poezia, Viața Basarabiei, Hyperion, Frize, Meridian, Litere, Gând, Gând românesc, Gazeta femeilor, Orizonturi (Galați), Jurnalul (București), Seara, Luceafărul (București), Flacăra, Pan, Studio Teatrul Național, Revista Fundațiilor Regale, Viața, Democrația, Contemporanul, Ordinea, Femeia, Veac nou. E editat în 1936, în colaborare cu Doina Bucur, revista Domnul de rouă din Caracal, pe care George Călinescu o menționează în celebra sa lucrare Istoria literaturii române de la origini până în prezent (1941).
A desfășurat o activitate literară variată: a debutat editorial cu piesa Întâmplarea (1935), care a fost urmată de romanul Sunt fata lui Ion Gheorghe Antim (1936), de volumul de proză scurtă Vulturul albastru (1938) și de volumul de versuri Poeme pentru singurătate (1943). Au rămas în manuscris mai multe piese de teatru (dintre care unele erau scrise în limba franceză), un roman și o nuvelă. Coca Farago a fost membră a Societății Scriitorilor Români (1937) și a Societății Autorilor Dramatici Români (1938).
A frecventat de timpuriu cenaclul Sburătorul, făcând parte - după afirmația lui George Călinescu - din „noua generație”. Nota romanțioasă, euforică a primelor poezii este însoțită de un anume fior anxios. Versurile adunate în volumul Poeme pentru singurătate sunt confesiuni lirice pline de sensibilitate, mărturii ale unei vibrante trăiri intime. Pentru cartea de versuri Poeme pentru singurătate i s-a atribuit un premiu al Societății Scriitorilor Români.
Proza scriitoarei este de asemenea reflexivă, cu personaje bizare, oameni de prisos, sortiți singurătății. Vulturul albastru conține proze în care domină lirismul și tendințe psihologizante. În proza Vulturul albastru, considerată emblematică pentru acest volum, simbolul păsării de pradă este un avertisment ibsenian.
Piesa într-un act Întâmplarea, jucată la Teatrul Național din Cluj, schițează o intrigă erotică rafinată, dar cu o rezolvare fantezistă.
Au rămas nepublicate, în manuscris, mai multe piese de teatru (unele scrise în limba franceză), un roman și o nuvelă.

## Opera
- Întâmplarea, Oradea, 1935;
- Sunt fata lui Ion Gheorghe Antim, roman, București, 1936;
- Vulturul albastru, nuvele și povestiri, București, Editura Cugetarea - Georgescu Delafras, 1940;[8]
- Poeme pentru singurătate, versuri, cu coperta și desene de autoare, București, Editura Tipografică, 1943.

### Traduceri
- poeme de Heinrich Heine și Rainer Maria Rilke
- Auguste Villiers de l'Isle-Adam, Decapitatul, București, 1931;
- Romola Nijinsky, Viața lui Nijinsky (prefața preia un articol dedicat artistului de Paul Claudel), Iași, 1946.